# Сигиберт III
Сигиберт III (фр. Sigebert III; между 9 октября 630 и 19 января 631 — 1 февраля 656) — правивший в 632—656 годах в Австразии король франков из династии Меровингов. Святой Римско-Католической церкви.
Имя Сигеберт переводится с франкского как «Блистательный победитель».

## Биография

### Правление под опекой Пипина Ланденского

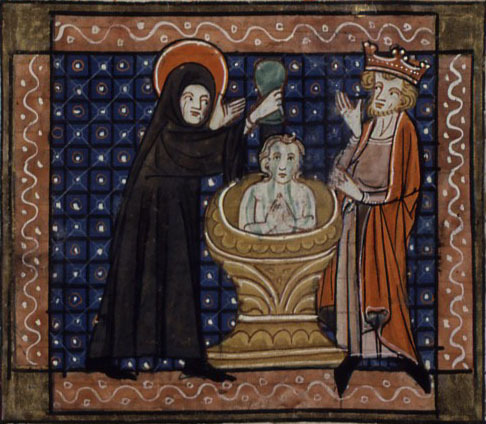
Крещение Сигиберта

Сигиберт III, сын Дагоберта I, родился между 9 октября 630 года и 19 января 631 года от девушки по имени Рагнетруда, которую Дагоберт взял в свою постель, совершая королевский объезд Аквитании на восьмом году своего правления в 629 году. Крёстным отцом мальчика стал его дядя, король Аквитании Хариберт II. Был поставлен отцом королём Австразии в 632 году по просьбе местной аристократии. За малолетнего Сигиберта, которому к моменту вступления на престол было всего 2 года, правили архиепископ Кёльнский Куниберт и герцог Адальгизель.
После смерти Дагоберта I майордом Австразии Пипин Ланденский, возвратившийся из Парижа, где он долгое время находился вместе с королём, и другие австразийские герцоги, которые прежде были подданными Дагоберта, единодушно провозгласили своим королём Сигиберта III. Пипин и Куниберт, которые и раньше были добрыми друзьями, опять объединились и договорились всегда помогать и поддерживать друг друга. Опираясь на австразийских ноблей, они от имени короля Сигиберта III послали посольство просить королеву Нантильду и короля Нейстрии Хлодвига II выдать им долю, соответствующую доле Австразии из казны Дагоберта I. Королевская казна по приказу Нантильды и Хлодвига и с согласия майордома Эги была разделена на три равные части. Королеве Нантильде досталась одна третья часть всего, что накопил Дагоберт, вторую часть получил король Нейстрии Хлодвиг II, а Куниберт и Пипин Ланденский доставили долю Сигиберта в Мец, где она была представлена королю и принята им.
Майордом Пипин умер спустя примерно год (около 640 года). Его смерть повергла в глубокое горе всех австразийцев, которые любили его за заботы о справедливости и за его добродетели. Король же предпочёл доверить пост майордома не его сыну Гримоальду Старшему, а человеку, бывшему наставником государя, — Оттону, члену семейства Вейсембургов, враждебного Пипинидам. Однако Оттон, не имевший достаточного числа сторонников, оказался не в состоянии противостоять мятежам, вспыхнувшим среди зарейнских народов после смерти Дагоберта I.

### Мятежи на востоке

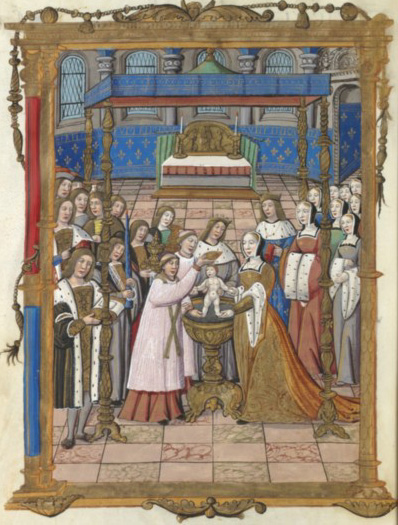
Крещение Сигиберта

Сначала в 640 году выступили тюринги, под предводительством своего герцога Радульфа, хотя тот и был ставленником Дагоберта I. Имея всего одиннадцать лет от роду, король лично возглавлял своё войско. Он перешел со своей армией Рейн, и к нему присоединились все те люди его королевства, которые жили за рекой. Вначале армия Сигиберта разбила сына Хродоальда по имени Фара, сообщника Радульфа. Сам Фара был убит, а все его люди, которые смогли избежать смерти, были обращены в рабство.
После этого австразийская армия скорым маршем двинулась в Тюрингию. Узнав об этом, Радульф огородил свои позиции на возвышенном берегу Унструта крепким тыном и, собрав внутри своё войско и свою семью, приготовился к осаде. Сигиберт приблизился со своей армией и разбил лагерь. Однако сама битва из-за молодости Сигиберта и отсутствия единого командования у франков сложилась не в их пользу. Радульф предпринял неожиданную вылазку и разгромил франков. Пало несколько тысяч франков, большая часть их армии. «Хроника Фредегара» сообщает, что разбитые франки, обратившись в бегство, бросили Сигиберта плачущим в своем седле. Только вмешательство герцогов Гримоальда и Адальгизела спасло короля от гибели.
На следующий день Сигиберту и его людям ничего не оставалось делать, как заключить мир на условиях Радульфа и вернуться за Рейн. Радульф же стал считать себя королём Тюрингии, заключил договор о союзе с вендами и начал переговоры с другими соседними народами. Хотя он и не отвергал сюзеренитет Сигиберта, но на деле сделал всё, что мог, для ослабления его власти.
Затем тюрингов поддержали и алеманны. Они и покончили с Оттоном, павшим под ударами алеманнского герцога Леутари. Таким образом, Гримоальду был открыт путь, и он беспрепятственно завладел должностью майордома и контролем за всем королевством (ок. 642 года). Вероятно, приблизительно тогда же фризы во главе с королём Альдгислом захватили Дорестад и Утрехт.

### Сигиберт III усыновляет сына Гримоальда

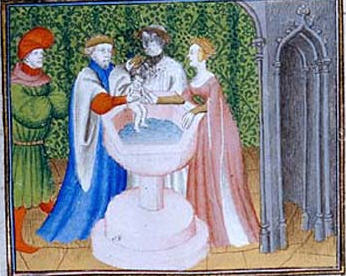
Дагоберт I и Рагнетруда купают младенца Сигиберта

Поскольку у Сигиберта не было детей, майордому Гримоальду удалось убедить короля усыновить одного из своих детей, наречённого королевским именем Хильдеберт. Однако именно тогда королева Химнехильда родила «чудом посланного» ребёнка, названного Дагобертом. Казалось, это должно было решительным образом закрыть перед усыновлённым Хильдебертом дорогу к власти, но у Гримоальда на этот счёт было другое мнение. Когда Сигиберт III умер в 656 году, завоевав репутацию святого, что породило, во всяком случае, в Лотарингии, настоящий его культ, то майордом поспешил постричь маленького Дагоберта в монахи, передав его епископу Пуатье Дидону. Тот увёз мальчика в один из монастырей Ирландии, а сын Гримоальда Хильдеберт был провозглашён королём.

### Смерть и канонизация Сигиберта III
Сигиберт основал многочисленные монастыри, в том числе аббатства Ставло и Сен-Мартин в Меце. Папа Мартин I обращался к нему за поддержкой в своей борьбе против монофелитства (христологическое лжеучение).
Правил Сигиберт III 24 года и был убит в результате заговора 1 февраля 656 года на двадцать шестом году жизни. Погребён в монастыре Сент-Мартин в Меце. Останки Сигиберта, осквернённые во время Французской революции, находятся в кафедральном соборе города Нанси.
Хотя Сигиберт и не был успешным королём, его почитают как основателя ряда монастырей, лечебниц и церквей. Католическая церковь причислила его к лику святых, он является святым покровителем города Нанси. В целом, Сигиберта по праву считают первым из числа так называемых «ленивых королей» Меровингской династии.